# Кондратенко, Анатолий Иванович
Кондратенко Анатолий Иванович — мэр города Новочеркасска с 14 марта 2010 года.
26 сентября 2012 года ушёл с поста мэра Новочеркасска по собственному желанию, не предоставив отчёт о проделанной работе Гордуме Новочеркасска.

## Биография
Анатолий Иванович родился в посёлке Порт-Катон (Азовский район, Ростовская область) 28 июня 1950 года. Окончил механико-математический факультет РГУ в 1972 году, после чего устроился на работу на кафедре теоретической механики Новочеркасского политехнического института (ныне ЮРГТУ).
Выпускник аспирантуры при НПИ 1981 года, учёную степень кандидата технических наук получил в 1982 году.
С 1986 года после прохождения курсов по изучению французского языка в Московском государственном педагогическом институте Кондратенко работал в Алжире преподавателем и руководителем группы контракта советских преподавателей.
В 90-х годах жил и работал в Новочеркасске.

## Политическая карьера
Один из активистов, восстановивших Коммунистическую партию РФ в городе, член ПП «КПРФ», член Бюро Комитета Ростовского областного отделения КПРФ, награждён орденом «За заслуги перед партией».
С марта 2001 года депутат городской Думы города Новочеркасск. С 2004 года и по настоящее время является первым секретарём Комитета Новочеркасского городского отделения КПРФ. В декабре 2004 года занял 2-е место в выборах главы администрации города.
Был избран депутатом Законодательного Собрания Ростовской области четвёртого созыва от КПРФ в 2008 году.
14 марта 2010 года в единый день голосования был избран мэром Новочеркасска. Принимал участие в выборах в Государственную думу 2011 года, входя под №3 в региональную группу КПРФ от Ростовской области. 26 сентября 2012 года Анатолий Кондратенко ушёл в отставку.